# Emydodillo testudo
Emydodillo testudo is een pissebed uit de familie Armadillidae. De wetenschappelijke naam van de soort is voor het eerst geldig gepubliceerd in 1926 door Verhoeff.